# Хвоя Олег Михайлович
Олег Михайлович Хвоя (нар. 11 серпня 1971, Боярка, Київська область, УРСР) — радянський та український футболіст, захисник. Згодом — тренер.

## Кар'єра гравця
Вихованець футбольних київських шкіл «Зміна» і Республіканської середньої школи-інтернату, там його тренерами були — Олександр Лисенко та Віталій Хмельницький. Грав у дублі київського «Динамо».
У 1990 році приєднався до одеського СКА, який виступав у другій лізі СРСР. Хвоя відіграв там два роки і був гравцем основного складу. На початку 1992 року перейшов у стан тернопільської «Ниви», в складі якої провів лише один матч у Кубку України, після чого став гравцем «Ниви» з Вінниці. Перший розіграш чемпіонату України завершився для «Ниви» вильотом у Першу лігу. У другому за силою українському дивізіоні «Нива» стала переможцем турніру і повернулася до вищої ліги.
Влітку 1994 року перейшов у «Схід» зі Славутича з Третьої ліги України. Через рік опинився в першоліговому СК «Одеса». У жовтні 1995 року став гравцем кременчуцького «Нафтохіміка». Серпень 1996 року провів у київському ЦСКА-2 у Першій лізі, після чого грав за «Електрон» (Ромни) в аматорському чемпіонаті. На початку 1997 року приєднався до олександрійської «Поліграфтехніки». Дебютував за олександрійську команду 14 березня 1997 року в нічийному (0:0) домашньому поєдинку 24-го туру Першої ліги проти донецького «Металурга». Олег вийшов на поле в стартовому складі та відіграв увесь матч. У футболці «Поліграфтехніки» провів 22 поєдинки. Другу половину сезону 1997/98 років провів у хмельницькому «Поділлі» і разом з командою став переможцем другої ліги України. Потім грав за аматорський клуб «Славутич». Влітку 1999 року зіграв в одній грі Першої ліги в складі нікопольського «Металурга», а в 2000 році завершив кар'єру гравця в складі аматорської команди «Дніпро» з Києва.

## Кар'єра тренера
У 1997 році закінчив Київський державний Інститут фізкультури. У 2000 році перейшов на роботу дитячим тренером в школу київського «Динамо». Спільно з Олександром Лисенком, у якого займався й сам, тренував дітей 1989 року народження. У 2005 році команда під його керівництвом брала участь в турнірі присвяченому 62-ій річниці звільнення Харкова від німецько-фашистських загарбників і 14-ї річниці незалежності України в Харкові. Серед його вихованців були Артем Кравець, Андрій Ярмоленко, Роман Зозуля, Артем Кичак, Євген Новак і Олексій Шлякотін. Разом з Євгеном Ястребинським працював з футболістами 1995 року народження. У серпні 2007 року привів своїх підопічних до другого місця на турнірі на призи Віктора Развеєва в Самарі. Під його керівництвом «динамівці» брали участь в турнірі у Франції. Там серед його вихованців можна виділити Дмитра Хльобаса.
Потім Хвоя разом з Віктором Кащеєм тренував дітей 2001 року народження. Як тренер брав участь у турнірах в Ризі, Хеннефі та Мінську.
Пізніше очолив групу підготовку гравців 1999 року народження, з якою домігся перемоги на Кубку Баннікова. Серед вихованців був Євген Верхоланцев. Хвоя також привів до перемоги групу 2004 року народження до перемоги в першому розіграші турніру пам'яті Євгена Рудакова.
У 2014 році перейшов на роботу в інший столичний клуб «Арсенал-Київ», де розпочав займатися дітьми 2004 року народження.

## Досягнення
«Нива» (Вінниця)
- Перша ліга чемпіонату України
  -  Чемпіон (1): 1992/93

«Поділля»
- Друга ліга чемпіонату України
  -  Чемпіон (1): 1997/98

## Статистика
| Сезон   | Клуб                     | Ліга               | Чемпіонат | Чемпіонат | Кубок | Кубок |
| Сезон   | Клуб                     | Ліга               | Матчі     | Голи      | Матчі | Голи  |
| ------- | ------------------------ | ------------------ | --------- | --------- | ----- | ----- |
| 1990    | СКА (Одеса)              | Друга ліга СРСР    | 29        | 0         |       |       |
| 1991    | СКА (Одеса)              | Друга ліга СРСР    | 35        | 0         |       |       |
| 1992    | «Нива» (Тернопіль)       | Вища ліга України  | 0         | 0         | 1     | 0     |
| 1992    | «Нива» (Вінниця)         | Вища ліга України  | 16        | 1         |       |       |
| 1992/93 | «Нива» (Вінниця)         | Перша ліга України | 35        | 1         | 4     | 0     |
| 1993/94 | «Нива» (Вінниця)         | Вища ліга України  | 12        | 0         | 3     | 0     |
| 1994/95 | «Схід» (Славутич)        | Третя ліга України | 19        | 1         |       |       |
| 1995/96 | СК «Одеса»               | Перша ліга України | 10        | 0         |       |       |
| 1995/96 | «Нафтохімік» (Кременчук) | Перша ліга України | 15        | 0         | 1     | 0     |
| 1996/97 | ЦСКА-2 (Київ)            | Перша ліга України | 6         | 0         |       |       |
| 1996/97 | «Поліграфтехніка»        | Перша ліга України | 10        | 0         |       |       |
| 1997/98 | «Поліграфтехніка»        | Перша ліга України | 12        | 0         |       |       |
| 1997/98 | «Поділля» (Хмельницький) | Друга ліга України | 11        | 0         |       |       |
| 1999/00 | «Металург» (Нікополь)    | Перша ліга України | 1         | 0         |       |       |

Джерело:
- Статистика — Профіль футболіста на сайті FootballFacts.ru (рос.)